# Almanach de Gotha

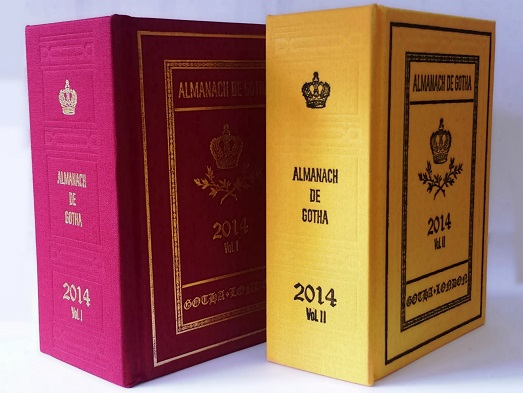
Almanach de Gotha 2014, volumes I & II.

Pour les articles homonymes, voir Gotha.
L'Almanach de Gotha est un annuaire des maisons royales et des familles souveraines ou l'ayant été et de la haute noblesse de l'Europe ainsi que des chefs d'État.

## Histoire
D'abord publié en 1763 par Carl Wilhelm Ettinger à Gotha, à la cour ducale de Frédéric III, duc de Saxe-Gotha, où le goût pour les sciences et celui pour la langue française étaient à l'honneur, il est, à l'origine, une modeste publication d'une vingtaine de pages, recensant des données astronomiques, postales et statistiques.
Dès la deuxième édition, s'ajoutent des données généalogiques sur la descendance des maisons souveraines, particulièrement celles du Saint-Empire romain germanique, données tendant à permettre la résolution des questions de préséance.
L'ouvrage s'étoffe progressivement et conserve son indépendance jusqu'à l'invasion de l'Europe centrale par les armées de l'empire français. Les éditions parues de 1808 à 1814 le sont sous contrôle de l'administration impériale française. Après le congrès de Vienne, l'Europe centrale retrouve son indépendance, sans que tous ses anciens États ne soient pour autant restaurés. Les familles qui en étaient titulaires prennent la dénomination de « maisons médiatisées », créée pour elles, à cette époque.
Elles sont considérées comme ayant un rang équivalent à celui des maisons restées souveraines, rang permettant des alliances égales.
L'Almanach de Gotha en vient à être considéré comme faisant autorité dans le répertoire des monarchies régnantes et de leurs gouvernements, ou des anciennes dynasties princières, avec les détails généalogiques, biographiques et la titulature du plus haut niveau de l'aristocratie européenne.
Après 1875, il s'étend progressivement aux familles ducales françaises et britanniques.
Il a été publié de 1785 annuellement par Justus Perthes à Gotha, jusqu'en 1944, lorsque les Soviétiques ont détruit les archives de l'Almanach de Gotha, pour empêcher les prétentions des Maison Romanov au trône du tsar[réf. nécessaire].
La parution annuelle de l'Almanach de Gotha n'ayant subi aucune interruption entre 1764 et 1944, y compris pendant les deux guerres mondiales, 181 éditions différentes parurent  entre ces deux années, à un format qui alla en s'agrandissant, in 32°, puis in 24° et in 16°.
L'Almanach de Gotha a paru aussi aux mêmes dates et dans une présentation similaire, en langue allemande, sous le titre Gothaïscher Kalender.
Une édition en italien a paru à Venise pendant dix années, de 1788 à 1797, sous le titre Almanacco ed effermeridi per l'anno....
En 1998, un éditeur, John Kennedy, basé à Londres, a acquis les droits pour l'utilisation du titre de Gotha de Justus Perthes Verlag Gotha GmbH.
Toutefois Perthes considère que les volumes qui en résultent sont de nouvelles œuvres, et non une continuation des éditions que Perthes avait publiées de 1785 à 1944.
Depuis 1998, L'Almanach de Gotha est publié en langue anglaise, à raison d'une édition par an, dont chacune est composée de deux volumes au format in 16°, comportant environ un millier de pages chacun. Le volume I (cartonnage en percaline rouge) décrit les maisons régnantes ou l'ayant été, et les maisons médiatisées de l'Europe (1re et 2e parties du Gotha). Le volume II (cartonnage en percaline jaune) énumère les maisons princières et ducales non souveraines de l'Europe (3e partie du Gotha).
Cette troisième partie recense dans l'édition 2013, 357 familles européennes. L'état présent des familles subsistantes est donné, avec l'état-civil de chaque représentant, les familles éteintes n'ayant qu'une simple mention pour mémoire. 

## Expression courante
Dans le langage courant, le « Gotha » désigne plus simplement et ordinairement des personnalités politiques, médiatiques ou culturelles, notamment, connues pour leur importance en termes de vie sociale ou de notoriété (par exemple : le gotha de la publicité, le gotha du sport, etc.).

## Objectifs
L'objectif de l'Almanach de Gotha était de lister les membres des maisons souveraines d'Europe (régnantes ou anciennement régnantes) ainsi que la plupart des familles princières et ducales européennes (mais aucune famille noble non ducale) et accessoirement le corps diplomatique et les plus hauts fonctionnaires.
Il faut se souvenir que les maisons régnantes en Allemagne et en Italie se comptaient par dizaines pour apprécier le défi majeur que le Gotha s'était fixé.
Le Gotha fut très vite un grand succès et y être inclus devint une nécessité sociale importante pour une famille souveraine ou ducale. En effet, aux XVIIIe et XIXe siècles, une source d'information incontestable était nécessaire pour compenser les difficultés de communication, et après 1914 et la chute de beaucoup de familles régnantes, le guide devint essentiel pour départager les faux titres des vrais. Ainsi, une famille portant un titre de prince ou de duc mais non listée dans le Gotha était présumée avoir été auto-promue, ou en tous cas, non valablement.
Le Gotha n'a jamais incorporé dans ses listes les vieilles maisons de noblesse d'extraction (y compris les plus anciennes ou les plus illustres) portant des titres inférieurs à celui de duc (donc marquis, comte, vicomte et baron) et encore moins la petite noblesse, laissant le répertoire et l'étude de ces familles aux publications de chaque pays.

## Structure
L'Almanach était divisé en trois sections jusqu'en 1876 :
- Section I : Liste des maisons souveraines d'Europe,
- Section II : Liste des maisons princières non-souveraines d'Europe, où l'on trouvait les maisons de Czartoryski, La Rochefoucauld, Leiningen, Lobkowicz, Bauffremont, Norfolk, Rohan, Rougé de Caylus, Ruspoli, Tour-et-Taxis, Windisch-Graetz, etc.
- Section III : Liste des comtes immédiats du Saint Empire romain germanique.

À partir de l'édition de 1876, après la fondation du Second Empire allemand en 1871, les deuxième et troisième sections fusionnèrent, résumant les anciens Princes du Saint-Empire et les anciens Comtes du Saint-Empire, donc les anciens détenteurs du vote viril (vote individuel) au Conseil impérial des princes de la Diète d'Empire (Reichstag) et les anciens détenteurs du vote de groupe (vote du curiat) au Reichstag. Ce dernier groupe se composait principalement de maisons comtales régnantes qui depuis 1582 avaient été combinés dans les groupes de vote (curies) des quatre "bancs des comtes" du Conseil impérial des princes (à savoir l'Association des comtes de Wetterau et des Collèges impériaux des comtes de Souabe, de Franconie et du Bas-Rhin-Westphalie) jusqu'en 1806. En effet, à la suite de leur médiatisation, ces familles princières et comtales (voir: Liste des maisons allemandes médiatisées) avaient reçu une confirmation de leur égalité du rang comme Standesherren selon l'Acte confédéral allemand avec les familles qui ont continué à régner dans la Confédération germanique de 1815 à 1866 et enfin dans l'Empire allemand jusqu'en 1918. Tout au long du XIXe siècle, certaines maisons comtales de l'Ancien Empire reçurent également le rang de prince titulaire par leurs nouveaux souverains qui avaient pris possession de leurs anciens territoires.
Après, la deuxième section fut divisée en parties A et B, où la partie A regroupait les familles médiatisées allemandes, qu'elles soient comtales ou princières (maisons allemandes médiatisées), et la partie B les familles princières non-allemandes et les familles princières allemandes non-médiatisées, comme les La Rochefoucauld-Montbel ou comme les Starhemberg ou les Windisch-Graetz qui appartenaient aux princes impériaux de l'Ancien Empire (en tant que simples détenteurs de titres qu'ils avaient reçu de l'empereur), mais pas aux États impériaux, parce qu'ils ne gouvernaient pas leur propre territoire avec un siège au Reichstag.
Ainsi fut créée l'illusion que les familles médiatisées allemandes jouissaient d'un rang supérieur aux familles princières et ducales non-allemandes, illusion renforcée par le renommage à partir de l'édition de 1890 de la Section II A en Section II, et II B en Section III.
Cette division en trois sections (section I : souverains européens actuels et anciens, section II : anciennes maisons médiatisées du Saint Empire romain et section III : princes titulaires européens) a également été utilisée dans les ouvrages successeurs de l'Almanach de Gotha en langue allemande, le Genealogisches Handbuch des Adels (GHdA, paru de 1951 à 2015), et le Gothaisches Genealogisches Handbuch (GGH, Manuel de généalogie de Gotha, édité depuis 2015 par la maison d'édition des Archives de la noblesse allemande, une institution fondée en 1961 par L'Union des associations de la noblesse allemande) jusqu'à ce jour.
Ce point de vue, qui a parfois été critiqué comme centré sur l'Allemagne, est purement d'inspiration constitutionnelle et considère le rang des familles nobles allemandes, qui régnaient autrefois souverainement sur un petit territoire dans le Saint Empire romain germanique, comme supérieur aux princes, qui dans toute l'Europe ont toujours été soumis à des souverains dont ils ont reçu leurs titres. Certes, cependant, certaines de ces dernières familles ont un rang et une importance historiques qui vont bien au-delà de quelques petites familles comtales allemandes quelle que soit leur ancienne mini-souveraineté. Il ne faut pas oublier, par ailleurs, que de nombreux princes italiens, néerlandais et même français ont appartenu aux princes du Saint-Empire pendant des siècles. Le fait que les ducs et princes du nord de l'Italie n'étaient pas représentés dans la Diète d'Empire allemande était dû à des coïncidences politiques ; dans leurs pays ils n'exerçaient pas moins de droits que leurs pairs allemands. C'est grâce à de telles coïncidences, par exemple, que la famille hollandaise d'Aspremont-Lynden, comptée depuis 1676 au comtes d'Empire, se retrouve dans la deuxième section, tandis que la famille italienne Lupi Meli, comtes d'Empire depuis 1513 et princes d'Empire depuis 1709, se trouve dans la troisième.

## Influence
La division du Gotha eut une grande importance sociale, car en Allemagne, les maisons de la seconde section furent considérées comme ayant le même rang qu'une famille régnante allemande apparaissant dans la première section, ce qui joua un grand rôle dans l'élaboration des stratégies matrimoniales[réf. nécessaire].
Ainsi, si une comtesse de la deuxième section épousait un souverain de la première section, leur mariage n'était pas considéré comme morganatique, et les enfants issus de cette union recevaient des droits dynastiques, comme celui de pouvoir hériter de la couronne. Inversement, si une princesse ou une duchesse de la troisième section épousait un petit prince allemand souverain de la première section, le mariage était réputé morganatique et les enfants exclus de la ligne de succession.
Cette division arbitraire fut une source majeure de frustration pour les familles européennes reléguées en Section III, sans compter les nombreuses familles princières de l'est de l'Europe (Russie, Géorgie, etc.) qui n'étaient même pas listées.
L'attitude relativement condescendante du Gotha à l'égard de la haute noblesse d'Europe de l'Ouest, espagnole, britannique, italienne ou scandinave, couplée à l'abondance des familles allemandes listées, a certainement contribué à la prolifération des princesses allemandes médiatisées dans les maisons royales européennes, observée au XIXe siècle, prolifération spectaculaire dans le cas des familles royales du Royaume-Uni, de Russie, et des nouvelles monarchies de Grèce, de Roumanie, de Bulgarie, de Belgique. En outre, la noblesse allemande sut parfaitement tirer parti de la surestimation artificielle de sa « valeur » sur le marché des mariages résultant du classement du Gotha, comme on peut l'observer avec la Maison de Saxe-Cobourg Gotha elle-même, qui parvint à conquérir au XIXe siècle les trônes de Belgique, du Portugal, de Bulgarie et de Grande-Bretagne.
Depuis 2022, l’éditeur italien Ettore Gallelli publie le périodique Calendario di Gotha en italien.